# Theodor Storm (ciclista)
Theodor Storm (Roskilde, 31 marzo 2005) è un pistard e ciclista su strada danese che corre per il team Lotto Kern-Haus.

## Palmarès

### Pista
- 2022

Campionati danesi, Inseguimento a squadre (con Tobias Svarre, Patrick Frydkjær, Noah Wulff Andersen e Nicolai Wandahl)
- 2023

Sommer Grand Prix, Americana (con Lasse Norman Leth)
Niels Fredborgs Aeresløb, Americana (con Lasse Norman Leth)

### Strada
- 2022 (Juniores, una vittoria)

2ª tappa - parte b Aubel-Thimister-Stavelot (Thimister > Thimister)
- 2023 (Juniores, due vittorie)

EPZ Omloop van Borsele
2ª tappa - parte b Grand Prix Rüebliland (Möhlin > Möhlin)

#### Altri successi
- 2022 (Juniores)

Classifica a punti Aubel-Thimister-Stavelot
Classifica giovani Aubel-Thimister-Stavelot
- 2023 (Juniores)

Classifica scalatori Saarland Trofeo

## Piazzamenti

### Competizioni mondiali
- Campionati del mondo su pista

Tel Aviv 2022 - Inseguimento a squadre Junior: 4º
Tel Aviv 2022 - Inseguimento individuale Junior: 2º
Tel Aviv 2022 - Americana Junior: 5º
- Campionati del mondo su strada

Glasgow 2023 - In linea Junior: 5º
Glasgow 2023 - Cronometro Junior: 21º

### Competizioni europee
- Campionati europei su pista

Grenchen 2023 - Inseguimento a squadre: 4º
Grenchen 2023 - Inseguimento individuale: 10º
Grenchen 2023 - Americana: 8º
Apeldoorn 2024 - Americana: 3º
- Campionati europei su strada

Anadia 2022 - In linea Junior: ritirato
Drenthe 2023 - In linea Junior: ritirato